# Moineau à gorge jaune
Pour les articles homonymes, voir Moineau soulcie (homonymie).
Ne doit pas être confondu avec Moineau à point jaune ou Moineau soulcie.
Gymnoris xanthocollis
Espèce
Synonymes
- Fringilla xanthocollis Burton

Statut de conservation UICN

 LC  : Préoccupation mineure
Le Moineau à gorge jaune (Gymnoris xanthocollis), appelé également Grand Moineau soulcie, Moineau soulcie à gorge jaune, Moineau soulcie africain ou Moineau soulcie de l'Inde, est une espèce de passereaux placée dans la famille des Passeridae. Ce taxon est considéré comme conspécifique avec le Moineau à point jaune (Gymnoris pyrgita) par certains auteurs.

## Répartition
Cet oiseau vit en Asie.

## Systématique
Le Moineau à point jaune a été décrit en 1838 par Edward Burton. Avant d'être placé dans le genre Gymnoris, il s'appelait Fringilla xanthocollis, puis Petronia xanthocollis.

## Sous-espèces
Cet oiseau est représenté par 2 sous-espèces :
- Gymnoris xanthocollis transfuga Hartert, 1904 : de la Turquie à l'Irak, au Sud de l'Iran, au Sud du Pakistan et au Nord-Ouest de l'Inde ;
- Gymnoris xanthocollis xanthocollis (Burton, 1838) : de l'Afghanistan au Nord du Pakistan[2].

Certains auteurs considèrent le Moineau à point jaune (Gymnoris pyrgita) comme une troisième sous-espèce. 

## Habitat
Le Moineau à gorge jaune vit en rase campagne, ou sur des collines boisées, ainsi que dans des villages, des jardins ou des zones cultivées possédant des arbres ou des haies.

## Reproduction
Le Moineau à gorge jaune se reproduit entre fin avril et fin juillet en Irak, entre avril et juillet en Afghanistan et principalement entre février et mai en Inde. Le nid peut être fait d'un coussinet de poils, de plumes ou d'herbe ou être formé d'une masse désordonnée d'herbes sèches, de laine, de poils et/ou de plumes, remplissant la cavité dans laquelle elle se trouve, habituellement un endroit couvert comme l'anfractuosité d'un arbre ou d'un mur ou le nid abandonné d'une autre espèce. La couvée possède généralement de trois à quatre œufs.

## Alimentation
Le Moineau à gorge jaune se nourrit de graines, de céréales, de baies, de nectar, voire d'insectes pendant la période de reproduction.

## Migration
Le Moineau à gorge jaune migre dans le paléarctique durant l'été (Nord-Ouest et Nord de sa zone de répartition).